# Federico Burdisso
Federico Burdisso, född 20 september 2001, är en italiensk simmare. 

## Karriär
Burdisso tog brons på 200 meter fjäril vid Europamästerskapen i simsport 2018.
Vid Europamästerskapen i simsport 2021 tog Burdisso silver på 200 meter fjärilsim och brons på 4×100 meter medley. Vid olympiska sommarspelen 2020 i Tokyo tog Burdisso brons på 200 meter fjärilsim och var en del av Italiens lag som tog brons på 4×100 meter medley. Han slutade även på 17:e plats på 100 meter fjärilsim.
I juni 2022 vid VM i Budapest var Burdisso en del av Italiens kapplag tillsammans med Thomas Ceccon, Nicolò Martinenghi och Alessandro Miressi som tog guld på 4×100 meter medley. I augusti 2022 vid EM i Rom erhöll han ett guld efter att simmat försöksheatet på 4×100 meter medley men till finalen ersatts av Matteo Rivolta.
I februari 2024 vid VM i Doha erhöll Burdisso brons på 4×100 meter medley efter att ha simmat försöksheatet där Italien sedermera tog medalj i finalen.